# Na svete
Na svete (in russo На свете?) è un singolo della cantante ucraina Loboda, pubblicato il 28 luglio 2011 su etichetta discografica Loboda M'juzik.

## Video musicale
Il video musicale, reso disponibile il 20 ottobre 2011, è stato diretto da Alan Badojev. Secondo la trama, Loboda è diventato il leader di una nuova razza di persone che possono portare una fonte di vita e luce nella fredda metropoli. Il coreografo del video era Andrej Car', l'allora fidanzato della cantante. Le riprese si sono svolte, tra le altre cose, proprio nel centro di Kiev, vicino a una delle stazioni della metropolitana centrali della città.

## Tracce
Testi e musiche di Loboda, Evgenij Matjušenko e Kaffein.
Download digitale
1. Na svete – 3:49

## Classifiche

### Classifiche settimanali
| Classifica (2011) | Posizione massima |
| ----------------- | ----------------- |
| Ucraina           | 1                 |

### Classifiche di fine anno
| Classifica (2011) | Posizione |
| ----------------- | --------- |
| Ucraina           | 16        |